# Джовани Симеоне
Джовани Симеоне (на испански: Giovanni Simeone) е аржентински футболист, нападател, който играе за Торино. Син на бившия футболист и настоящ треньор на Атлетико Мадрид Диего Симеоне.

## Ранен живот
Джовани Симеоне е син на бившия аржентински футболист Диего Симеоне и Каролина Балдини. Роден е в Буенос Айрес, когато баща му играе за Атлетико Мадрид. Семейството се премества в Италия през 1997 г., но по-късно се завръща в Испания през 2003 г. след промените в кариерата на Диего. Две години по-късно, той се премества в Аржентина и се присъединява към академията на гранда Ривър Плейт през 2008 г., когато баща му е назначен за треньор на първия отбор. Има двама по-малки братя, Джанлука и Джулиано. Притежава както аржентинско, така и испанско гражданство, но представлява Аржентина в международен план.

## Кариера

### Ривър Плейт
След като преминава през младежките редици, Симеоне подписва тригодишен договор с клуба през ноември 2011 г. През юли 2013 г. е повикан в мъжкия отбор за предсезонната подготовка. Прави дебюта си на 4 август 2013 г., стартирайки и играейки пълни 90 минути при загубата с 0:1 срещу Химнасия Ла Плата. По-късно същия месец, той подновява договора си, подписвайки до 2016 г. Симеоне вкарва първия си професионален гол на 8 септември, при 3:0 домакинска победа срещу Тигре.

### Банфийлд
На 6 юли 2015 г. Симеоне се присъедини към Банфийлд под наем. На 12 юли 2015 г. той открива резултата с дебюта си при 1:0 срещу Килмес.

### Дженоа
На 18 август 2016 г. Симеоне подписва с италианския клуб Дженоа срещу 3 милиона евро. Той вкарва първия си гол, при първия си мач като титуляр за клуба при равенство 1:1 с Пескара Калчо на 25 септември 2016 г. На 27 ноември, Симеоне вкарва 2 пъти в Генуа за победата 3:1 над лидерите в Серия А Ювентус.

### Фиорентина
Въпреки спекулациите за интереса на Атлетико Мадрид да подпише с него, Джовани преминава във Фиорентина на 16 август 2017 г. На 29 април 2018 г., Симеоне прави първия си хеттрик в Серия А при 3:0 срещу Наполи.

### Каляри
На 30 август 2019 г. Симеоне се присъединява към Каляри Калчо под наем от Фиорентина, с включена задължителна клауза за закупуване в края на сезона. На 1 септември той дебютира при поражението с 1:2 срещу Интер Милано. Първият гол на Симеоне е на 15 септември при победата с 3:1 срещу Парма. Симеоне приключва сезона с общо 12 гола.

### Верона
На 26 август 2021 г. Симеоне преминава във ФК Верона под наем с опция. На 24 октомври той вкарва и четирите гола при победата с 4:1 над Лацио. Това е вторият му хеттрик в Серия А, като и двата са срещу отбори, ръководени от Маурицио Сари. На 30 октомври Симеоне вкарва два гола срещу Ювентус, за втори път в кариерата си, като Верона печели с 2:1.
На 17 юни 2022 г. подписва постоянен договор с отбора до 2026 г.

## Национален отбор
На 8 септември 2018 г., Симеоне прави международен дебют при 3:0 приятелска победа над Гватемала в Лос Анджелис.

## Отличия

### Отборни
Ривър Плейт
- Копа Судамерикана: 2014

Наполи
- Серия А: 2022/23, 2024/25

### Международни
Аржентина
- Южноамериканско младежко футболно първенство: 2015

### Индивидуални
- Южноамериканско младежко футболно първенство голмайстор: 2015